# Os Normais 2: A Noite Mais Maluca de Todas
Os Normais 2: A Noite Mais Maluca de Todas é um filme brasileiro de 2009 escrito por Fernanda Young e Alexandre Machado e dirigido por José Alvarenga Júnior, uma continuação de Os Normais, de 2003, que por sua vez foi inspirado na série de televisão de mesmo nome.
O filme teve sua pré-estreia em 25 de agosto de 2009, no Iguatemi São Paulo.

## Sinopse
Em um karaokê, Vani fica chateada porque depois de 13 anos ainda é a noiva de Rui. Depois de uma briga sobre eles não conseguirem mais fazer sexo com frequência. Vani vai ao banheiro onde conversa com umas mulheres sobre o assunto onde ela decide realizar um dos sonhos de Rui, fazer ménage à trois para apimentar a relação. Mas encontrar uma parceira ideal para isso não é tão fácil o quanto eles pensavam. Eles acabam se metendo na noite mais maluca de todas.

## Elenco
- Fernanda Torres - Vani
- Luiz Fernando Guimarães - Rui
- Cláudia Raia - Deborah
- Drica Moraes - Silvinha
- Alinne Moraes - Garota de Programa
- Daniel Dantas - Yurinei
- Danielle Winits - Clara
- Danielle Suzuki - Zoé
- Mayana Neiva - Francesa
- Helena Fernandes - Mulher no hospital
- Babu Santana - Policial no hospital
- Zéu Britto - Convidado da Festa
- Polly Marinho - Hippie
- Paulinho Serra - Traficante

## Produção
O filme foi quase em sua totalidade, rodado em estúdio (estúdios da Rede Globo). A única cena rodada fora dos estúdios é uma cena em que Rui e Vani conversam na praia de dia.[carece de fontes?] Na cena em que Vani passa em frente a praia escuta-se um diálogo sobre a importância do amor que, na realidade, foi extraído de um dos episódios da série. (Os Normais até que Enfim Profundos).[carece de fontes?]

## Bilheteria
No primeiro final de semana 361 161 pessoas assistiram o filme nos cinemas. A partir da segunda semana o número de ingressos vendidos de Os Normais 2 - A Noite mais Maluca de Todas passou a cair consecutivamente. Na terceira semana atingiu um milhão de espectadores. A bilheteria foi finalizada com um público de 2 096 589 espectadores, receita de R$ 8.522.790,00, após oito semanas em cartaz.